# Landtagswahlkreis Göttingen-Stadt
Der Wahlkreis 16 Göttingen-Stadt ist ein Landtagswahlkreis in Niedersachsen. Er umfasst die Stadt Göttingen, ausgenommen der Stadtteile Elliehausen, Esebeck, Grone, Groß Ellershausen, Hetjershausen, Holtensen und Knutbühren, die dem Wahlkreis Göttingen/Münden angehören.

## Landtagswahl 2022
Zur Landtagswahl in Niedersachsen 2022 traten im Landtagswahlkreis Göttingen-Stadt sieben Direktkandidaten an. Direkt gewählte Abgeordnete ist erstmals eine Grüne, Marie Kollenrott. Über die Landesliste zog zusätzlich Carina Hermann (CDU) in den Niedersächsischen Landtag ein.
| Landtagswahl in Niedersachsen 2022 – WK Göttingen-StadtZweitstimmen %403020100 33,5 %28,2 %16,9 %6,6 %4,6 %4,6 %1,5 %1,1 %1,0 %0,7 %0,4 %1,0 % GrüneSPDCDULinkeAfDFDPPARTEITierschutzVoltBasisPiratenSonst.Gewinne und Verlusteim Vergleich zu 2017 %p 14 12 10 8 6 4 2 0 −2 −4 −6 −8+13,3 %p−6,3 %p−4,9 %p−3,3 %p+1,0 %p−2,5 %p+0,3 %p+0,6 %p+1,0 %p+0,7 %p+0,1 %p+0,2 %pGrüneSPDCDULinkeAfDFDPPARTEITierschutzVoltBasisPiratenSonst. |

| Gegenstand der Nachweisung | Gegenstand der Nachweisung | Erst- stimmen | Erst- stimmen | Zweit- stimmen | Zweit- stimmen |
| Bewerber                   | Partei                     | Anzahl        | %             | Anzahl         | %              |
| -------------------------- | -------------------------- | ------------- | ------------- | -------------- | -------------- |
| Wahlberechtigte            | Wahlberechtigte            | 70.918        | 70.918        | 70.918         | 70.918         |
| Wähler                     | Wähler                     | 41.899        | 41.899        | 59,1 %         | 59,1 %         |
| Ungültige Stimmen          | Ungültige Stimmen          | 611           | 1,5           | 249            | 0,6            |
| Gültige Stimmen            | Gültige Stimmen            | 41.288        | 98,5          | 41.650         | 99,4           |
| davon                      |                            |               |               |                |                |
| Carina Hermann             | CDU                        | 8.526         | 20,7          | 7.052          | 16,9           |
| Karola Margraf             | SPD                        | 11.523        | 27,9          | 11.758         | 28,2           |
| Marie Kollenrott           | GRÜNE                      | 14.551        | 35,2          | 13.964         | 33,5           |
| Patrick Thegeder           | FDP                        | 1.763         | 4,3           | 1.900          | 4,6            |
|                            | AfD                        |               |               | 1.901          | 4,6            |
| Thomas Goes                | DIE LINKE                  | 2.999         | 7,3           | 2.727          | 6,6            |
|                            | dieBasis                   |               |               | 277            | 0,7            |
|                            | FREIE WÄHLER               | 157           | 0,4           |                |                |
|                            | Die Humanisten             | 145           | 0,4           |                |                |
| Marcel Orth                | Die PARTEI                 | 1.291         | 3,1           | 640            | 1,5            |
|                            | Gesundheitsforschung       |               |               | 100            | 0,2            |
|                            | Tierschutzpartei           | 456           | 1,1           |                |                |
|                            | PIRATEN                    | 167           | 0,4           |                |                |
| Till Hampe                 | Volt                       | 635           | 1,5           | 406            | 1,0            |

## Landtagswahl 2017
Zur Landtagswahl in Niedersachsen 2017 traten im Landtagswahlkreis Göttingen-Stadt sechs Direktkandidaten an. Direkt gewählte Abgeordnete ist Gabriele Andretta (SPD). Über die Landesliste zog zusätzlich Stefan Wenzel (Bündnis 90/Die Grünen) in den niedersächsischen Landtag ein. Der Wahlkreis trug die Wahlkreisnummer 17.
| Partei                | Direktkandidat      | Erststimmen | Zweitstimmen |
| --------------------- | ------------------- | ----------- | ------------ |
| CDU                   | Ludwig Theuvsen     | 25,5        | 21,8         |
| SPD                   | Gabriele Andretta   | 38,9        | 34,5         |
| Bündnis 90/Die Grünen | Stefan Wenzel       | 18,7        | 20,2         |
| FDP                   | Felicitas Oldenburg | 4,1         | 7,1          |
| DIE LINKE             | Eckhard Fascher     | 7,6         | 9,9          |
| AfD                   | Michael Goldmann    | 3,2         | 3,6          |
| BGE                   |                     |             | 0,3          |
| DM                    |                     |             | 0.1          |
| Freie Wähler          |                     |             | 0,2          |
| LKR                   |                     |             | 0,0          |
| ödp                   |                     |             | 0,1          |
| Die PARTEI            |                     |             | 1,8          |
| Tierschutzpartei      |                     |             | 0.5          |
| Piratenpartei         |                     |             | 0,3          |
| V-Partei³             |                     |             | 0,1          |

## Landtagswahl 2013
Zur Landtagswahl in Niedersachsen 2013 traten im Wahlkreis Göttingen-Stadt sieben Direktkandidaten an. Direkt gewählte Abgeordnete ist Gabriele Andretta (SPD). Über die Landesliste zog zusätzlich Stefan Wenzel (Bündnis 90/Die Grünen) in den niedersächsischen Landtag ein.
| Partei         | Direktkandidat     | Erststimmen | Zweitstimmen |
| -------------- | ------------------ | ----------- | ------------ |
| SPD            | Gabriele Andretta  | 37,7        | 29,9         |
| GRÜNE          | Stefan Wenzel      | 23,5        | 28,5         |
| CDU            | Holger Welskop     | 27,3        | 22,6         |
| FDP            | Klaus Trybuhl      | 2,4         | 8,7          |
| LINKE          | Patrick-Marc Humke | 5,0         | 5,7          |
| PIRATEN        | Niels-Arne Münch   | 2,2         | 2,7          |
| Freie Wähler   | Jens Droß          | 1,9         | 1,2          |
| NPD            |                    |             | 0,4          |
| DIE FREIHEIT   |                    |             | 0,2          |
| PBC            |                    |             | 0,2          |
| Bündnis 21/RRP |                    |             | 0,0          |

Die Wahlbeteiligung betrug 62,4 %.

## Landtagswahl 2008
Zur Landtagswahl in Niedersachsen 2008 traten im Wahlkreis 17 Göttingen-Stadt sechs Direktkandidaten an. Direkt gewählte Abgeordnete ist Gabriele Andretta (SPD).
| Partei                     | Direktkandidat           | Erststimmen | Zweitstimmen |
| -------------------------- | ------------------------ | ----------- | ------------ |
| SPD                        | Gabriele Andretta        | 37,2        | 28,9         |
| CDU                        | Fritz Güntzler           | 30,9        | 28,5         |
| GRÜNE                      | Stefan Wenzel            | 18,8        | 21,1         |
| LINKE                      | Patrick-Marc Humke-Focks | 7,5         | 10,4         |
| FDP                        | Hilmar Conrad            | 5,0         | 8,7          |
| Freie Wähler Niedersachsen | Lothar Dinges            | 0,7         | 0,2          |
| NPD                        |                          |             | 0,6          |
| GRAUE                      |                          |             | 0,5          |
| Mensch Umwelt Tierschutz   |                          |             | 0,3          |
| FAMILIE                    |                          |             | 0,2          |
| FRIESEN                    |                          |             | 0,2          |
| Volksabstimmung            |                          |             | 0,1          |
| ödp                        |                          |             | 0,1          |
| PBC                        |                          |             | 0,1          |

Die Wahlbeteiligung betrug 58,5 %.

## Landtagswahl 2003
Bei der Wahl 2003 trug der Wahlkreis die Wahlkreisnummer 21. Direkt gewählte Abgeordnete war Gabriele Andretta (SPD).
| Partei | Direktkandidat    | Erststimmen | Zweitstimmen |
| ------ | ----------------- | ----------- | ------------ |
| SPD    | Gabriele Andretta | 41,0        | 32,7         |
| CDU    | Fritz Güntzler    | 36,9        | 31,9         |
| GRÜNE  | Margit Göbel      | 16,4        | 23,0         |
| FDP    | Dirk Becker       | 3,5         | 9,1          |
| PDS    | Andreas Kowski    | 2,2         | 1,9          |
| GRAUE  |                   |             | 0,4          |
| SCHILL |                   |             | 0,4          |
| REP    |                   |             | 0,2          |
| ödp    |                   |             | 0,2          |
| PBC    |                   |             | 0,1          |

Die Wahlbeteiligung betrug 63,5 %.

## Landtagswahl 1998
Bei der Wahl 1998 trug der Wahlkreis die Wahlkreisnummer 21. Direkt gewählte Abgeordnete war Gabriele Andretta (SPD).
| Partei         | Direktkandidat    | Erststimmen | Zweitstimmen |
| -------------- | ----------------- | ----------- | ------------ |
| SPD            | Gabriele Andretta | 44,9        | 42,4         |
| CDU            | Fritz Güntzler    | 28,0        | 25,9         |
| GRÜNE          |                   | 19,7        | 23,0         |
| FDP            |                   | 3,2         | 5,3          |
| PDS            |                   | 2,5         |              |
| STATT          |                   | 1,1         | 0,7          |
| REP            |                   |             | 1,4          |
| DKP            |                   |             | 0,7          |
| Einzelbewerber |                   | 0,6         |              |
| FRAUEN         |                   |             | 0,4          |
| ödp            |                   |             | 0,1          |
| PBC            |                   |             | 0,1          |
| DP             |                   |             | 0,1          |

Die Wahlbeteiligung betrug 69,5 %.

## Landtagswahl 1994
Bei der Wahl 1994 trug der Wahlkreis die Wahlkreisnummer 21. Direkt gewählte Abgeordnete war Hulle Hartwig (SPD).
| Partei   | Direktkandidat       | Erststimmen | Zweitstimmen |
| -------- | -------------------- | ----------- | ------------ |
| SPD      | Gudrun Hulle Hartwig | 42,8        | 37,9         |
| CDU      |                      | 29,7        | 26,5         |
| GRÜNE    |                      | 18,7        | 23,0         |
| FDP      |                      | 4,5         | 5,7          |
| REP      |                      | 2,7         | 2,7          |
| STATT    |                      |             | 0,8          |
| PBC      |                      |             | 0,2          |
| ödp      |                      |             | 0,1          |
| Sonstige |                      | 1,6         | 3,2          |

Die Wahlbeteiligung betrug 69,3 %.